# UHU-Linux
Az UHU-Linux egy számítógépes operációs rendszer volt, egy magyar fejlesztésű Linux-disztribúció. 
A fejlesztői és felhasználói fórumokat is fenntartó UHU-Linux Baráti Kör által továbbfejlesztett verziók jelentek meg: http://ubk.hu
Az UHU-Linux egyedülálló tulajdonsága a magyar nyelv sajátosságainak a – rendszer alapjaitól – átgondolt, testreszabott, tökéletes támogatása és a kifejezetten hazai felhasználók számára válogatott programgyűjtemény. Az UHU-Linux telepítése grafikus telepítőjének, automatikus hardverfelismerő rendszerének köszönhetően a legtöbb gépen problémamentesen, egyszerűen végrehajtható.
Az Office változatának telepítőjét úgy tervezték, hogy a számítástechnikával még csak most ismerkedők számára se jelentsen komoly feladatot. A 20-30 perces telepítési idő végeredménye egy otthoni, irodai célokra használható, magyar nyelvű asztali operációs rendszer a számítógépen.
Az UHU-Linux egy más disztribúciókra közvetlenül nem épülő összeállítás, melyet kifejezetten a könnyű kezelhetőség és az egyszerű működés szem előtt tartásával készítettek. Csomagkezelője a dpkg/apt-get, de ettől még nem a Debian-ra épül.
A legfrissebb verziók mindig a lehető legfrissebb stabil programokat tartalmazzák. Általában ha egy verzió megjelenik és stabilnak mondható, pár napon belül UHU-Linux csomagban is elérhető lesz.
Jelenlegi legfrissebb kiadása az UHU-Linux 3.0. A benne található csomagokról a dev.uhulinux.hu és a Distrowatch oldalán tájékozódhatunk.

## Verziók
| Verzió | Kódnév | Kiadás dátuma        |
| ------ | ------ | -------------------- |
| 3.0    | LTS    | 2014. július 15.     |
| 2.2    | Nerd   | 2010. szeptember 7.  |
| 2.1    | bumm   | 2008. február 1.     |
| 2.0    | igen   | 2006. szeptember 28. |
| 1.2    | rajt!  | 2005. március 17.    |
| 1.1    | kamion | 2004. február 29.    |
| 1.0    | juhhu! | 2003. április 18.    |

Az UHU-Linux 3.0-ban megtalálható a Thunderbird levelezőkliens, a Firefox webböngésző java és flash támogatással, továbbá a Chromium böngésző is.
- Kernel 3.15
- SystemD
- Gcc 4.8.3
- Glibc 2.19
- GNOME 3.12, KDE 4.13,  XFCE 4.10
- LibreOffice 4.3
- Gstreamer 1.2.4
- NetworkManager 0.9.10

Nem hivatalos verzió az 'UHU-Linux Baráti Kör'-től 2016 végétől érhető el. Jelenleg a legfrissebb az 'UHU-Linux UBK5', amit 2023-ban adtak ki. Ennek alapértelmezett felülete a MATE.

## A disztribúció részei

### Irodai programok
- A LibreOffice egy irodai programcsomag, ennek megfelelően szövegszerkesztőt, táblázatkezelőt és prezentációkészítő alkalmazást is tartalmaz. Az UHU-Linux-ban az előretelepített magyar változat található, ami lehetővé teszi a legtöbb Microsoft Office dokumentum írását/olvasását.
- A KOffice egy másik, hasznos tulajdonságokkal felvértezett gyors irodai környezet, alapvetően a KDE alá tervezve.
- Webböngészőként a Mozilla, a Konqueror és a Galeon is használható.
- A Mozilla-mail, a KMail és az Evolution mind egy-egy levelezőkliens, melyek támogatják a levelek titkosítását a személyiségi jogok megvalósítása érdekében. Természetesen számos egyéb levelező is található az összeállításban.
- A Lafisoft Raktárkezelő programjával naprakész raktárkészlet- és útnyilvántartás készíthető, miközben a számlázási feladatok is elvégezhetőek.
- A csomagban naptárak közül a Kalendar, címjegyzékként a KAddressBook és a Gnome-Card, projektmenedzsment alkalmazásként pedig az MrProject található meg.
- Modern internet-kommunikációs eszközként megtalálhatók az általánosan alkalmazott üzenetküldő alkalmazások. Ezek kompatibilisek az AOL, a Yahoo és az MSN üzenetküldő rendszerével is.
- A Wolters Kluwer Hungary Kft. Complex CD Jogtára a magyar törvényeket, országgyűlési határozatokat tartalmazza.
- A Flash player, az Adobe Acrobat Reader és a RealPlayer mind-mind részei az UHU-Linux csomagnak.

### Multimédia programok
- A gPhoto és az XawTV a digitális kamerák használatát teszi lehetővé.
- Az MPlayer videolejátszó szoftver minden ismert videoformátumot lejátszik.
- A GIMP jól ismert képszerkesztő alkalmazás képek utólagos módosítására, retusálására.
- A lapolvasók széles választéka támogatott, könnyen kezelhetőek az XSane és a GIMP alkalmazások segítségével.
- A QCAD tipikus tervezőprogram, amivel mérnöki pontossággal lehet dolgozni.
- Az XMMS egy sokak által kedvelt multimédia alkalmazás, mely támogatja a legtöbb hang- és videoformátumot, például az MP3, Ogg és az MPEG-video fájlokat.
- A Cdrecord, az X-CD-Roast és a K3b lehetővé teszik a CD- és DVD-írást.
- Multimédia billentyűzet

### Szerverprogramok
- Az UHU-Linux Office-ban a hagyományos modemeken túl támogatottak az ISDN, és az ADSL internetes kapcsolatfelvételi módok is.
- Az internetről letölthető PHP szkriptnyelv támogatja az LDAP, a MySQL, a PostgreSQL és a Unix-ODBC modulokat.
- A Samba SMB fájlszerver segítségével a hálózatunkon üzemelő Windows ügyfélgépek megosztásait érhetjük el, miközben szükség esetén saját eszközeink is hasonló módon kiajánlhatóak.
- A Vezérlőpultban rendelkezésre áll a népszerű ProFTPD, a Postfix levelezőszerver, az OpenSSH szerver, a DHCP-szerver, a BIND DNS szerver és az NFS-szerver.

Az UHU-Linux Office mindenben igazodik a Filesystem Hierarchy Standard szabványokban előírtakhoz.

## Csomagok
Az UHU-Linuxhoz készített csomagok száma gyorsan nő, köszönhetően a csomagkészítő rendszernek és a felhasználói közösségnek (UBK). Az aktuális hivatalos csomagok az ftp://ftp.uhulinux.hu/ Archiválva 2004. június 7-i dátummal a Wayback Machine-ben címen, a közösség által készített csomagok pedig a https://web.archive.org/web/20061205220631/http://uhu.linux.hu/ (és http://uhu.linuxuser.hu/ Archiválva 2007. január 24-i dátummal a Wayback Machine-ben valamint https://web.archive.org/web/20040613174500/http://ubk.uhulinux.hu/) címen érhetőek el.

## Külső hivatkozások
- Az UHU-Linux honlapja Archiválva 2004. június 14-i dátummal a Wayback Machine-ben
- Az UHU-Linux Wiki Archiválva 2019. szeptember 11-i dátummal a Wayback Machine-ben
- Az UHU-Linux Bugtracker
- Az UHU-Linux Levelezőlisták
- UHU-Linux Baráti Kör - nem hivatalos új kiadások